# Gle Bringen
Gle Bringen är en kulle i Indonesien.   Den ligger i provinsen Aceh, i den västra delen av landet, 1 800 km nordväst om huvudstaden Jakarta. Toppen på Gle Bringen är 127 meter över havet.
Terrängen runt Gle Bringen är varierad. Havet är nära Gle Bringen åt nordväst. Runt Gle Bringen är det ganska tätbefolkat, med 155 invånare per kvadratkilometer. I omgivningarna runt Gle Bringen växer i huvudsak städsegrön lövskog.